# Wittrockiella calcicola
Wittrockiella calcicola é uma espécie de alga pertencente à família Pithophoraceae.
A autoridade científica da espécie é (F.E. Fritsch) Boedeker, tendo sido publicada em Molecular phylogeny and taxonomy of the Aegagropila clade (Cladophorales, Ulvophyceae), including the description of Aegagropilopsis gen. nov. and Pseudocladophora gen. nov. Journal of Phycology 48(3): 808-825., no ano de 2012. Trata-se de um nome provisional.
Trata-se de uma espécie de habitat terrestre, com registo de ocorrência em Portugal.

## Sinónimos
Possui um sinónimo heterotípico, Cladophorella calcicola.